# Tangara punctata
Tangara punctata là một loài chim trong họ Thraupidae.